# Liga Europa da UEFA de 2014–15
A Liga Europa da UEFA de 2014–15 foi a sexta edição da competição com esse formato e com esse nome (anteriormente chamada de Taça UEFA). A final foi disputada no Estádio Nacional de Varsóvia. A partir dessa edição, que a UEFA anunciou que o campeão garantiria uma vaga na Liga dos Campeões da Europa do ano seguinte.

## Ranking das Associações
A UEFA realiza esse ranking para definir o número de vagas para cada associação.
- Associações de 1-6, três times se classificam.
- Associações de 7-9, quatro times se classificam.
- Associações 10-51 (exceto Liechtenstein), três times se classificam.
- Associações de 52-53, dois times se classificam.
- Liechtenstein tem uma equipe de qualificar (como se organiza apenas uma taça nacional e não liga).
- Gibraltar garantiu uma vaga na competição e será representada pela equipe College Europa Football Club que se classificou através da Rock Cup 2013-2014.
- As três primeiras associações do Ranking de "Fair Play" da UEFA de 2013–14 ficam cada com uma vaga adicional.
- Além disso, 33 equipes eliminadas da UEFA Champions League são transferidos para a Liga Europa.

(FP) Vaga por Fair Play
| Rank | Association      | Coeff. | Teams | Notes |
| ---- | ---------------- | ------ | ----- | ----- |
| 1    | Espanha          | 88.025 | 3     |       |
| 2    | Inglaterra       | 82.963 | 3     |       |
| 3    | Alemanha         | 79.614 | 3     |       |
| 4    | Itália           | 64.147 | 3     |       |
| 5    | Portugal         | 59.168 | 3     |       |
| 6    | França           | 59.000 | 3     |       |
| 7    | Ucrânia          | 49.758 | 4     |       |
| 8    | Russia           | 46.332 | 4     |       |
| 9    | Holanda          | 44.729 | 4     |       |
| 10   | Turquia          | 34.500 | 3     |       |
| 11   | Bélgica          | 34.400 | 3     |       |
| 12   | Grécia           | 34.000 | 3     |       |
| 13   | Suíça            | 28.925 | 3     |       |
| 14   | Chipre           | 26.833 | 3     |       |
| 15   | Dinamarca        | 25.700 | 3     |       |
| 16   | Áustria          | 25.375 | 3     |       |
| 17   | República Tcheca | 23.725 | 3     |       |
| 18   | Romênia          | 23.024 | 3     |       |

| Rank | Association          | Coeff. | Teams | Notes  |
| ---- | -------------------- | ------ | ----- | ------ |
| 19   | Israel               | 22.875 | 3     |        |
| 20   | Bielorrússia         | 20.875 | 3     |        |
| 21   | Polônia              | 20.750 | 3     |        |
| 22   | Croácia              | 19.583 | 3     |        |
| 23   | Suécia               | 15.625 | 3     | +1(FP) |
| 24   | Escócia              | 15.191 | 3     |        |
| 25   | Servia               | 14.625 | 3     |        |
| 26   | Eslováquia           | 14.208 | 3     |        |
| 27   | Noruega              | 14.175 | 3     | +1(FP) |
| 28   | Bulgária             | 12.250 | 3     |        |
| 29   | Hungria              | 11.750 | 3     |        |
| 30   | Eslovênia            | 9.708  | 3     |        |
| 31   | Georgia              | 9.166  | 3     |        |
| 32   | Azerbaijão           | 8.541  | 3     |        |
| 33   | Finlândia            | 8.508  | 3     | +1(FP) |
| 34   | Bósnia e Herzegovina | 7.833  | 3     |        |
| 35   | Moldávia             | 7.666  | 3     |        |
| 36   | Irlanda              | 7.375  | 3     |        |

| Rank | Association      | Coeff. | Teams | Notes |
| ---- | ---------------- | ------ | ----- | ----- |
| 37   | Lituânia         | 6.500  | 3     |       |
| 38   | Cazaquistão      | 5.958  | 3     |       |
| 39   | Letônia          | 5.791  | 3     |       |
| 40   | Islândia         | 5.416  | 3     |       |
| 41   | Montenegro       | 5.250  | 3     |       |
| 42   | Macedônia        | 5.250  | 3     |       |
| 43   | Albânia          | 4.166  | 3     |       |
| 44   | Malta            | 3.958  | 3     |       |
| 45   | Liechtenstein    | 3.500  | 1     |       |
| 46   | Luxemburgo       | 3.375  | 3     |       |
| 47   | Irlanda do Norte | 3.083  | 3     |       |
| 48   | País de Gales    | 2.583  | 3     |       |
| 49   | Estônia          | 2.208  | 3     |       |
| 50   | Armênia          | 1.750  | 3     |       |
| 51   | Ilhas Faroe      | 1.583  | 3     |       |
| 52   | San Marino       | 0.666  | 2     |       |
| 53   | Andorra          | 0.500  | 2     |       |
| 54   | Gibraltar        | 0.000  | 1     |       |

## Distribuição das vagas
|                                      | Times entrando nesta rodada | TImes avançando para próxima fase                                      | Times transferidos da Liga dos Campeões da UEFA de 2014–15                           |
| ------------------------------------ | --- | ---------------------------------------------------------------------- | ------------------------------------------------------------------------------------ |
| Primeira Pré-eliminatória (78 times) | - 20 Campeões da Copa Nacional das associações 35–54 - 26 Vice-Campeões da Liga Nacional das associações 27–53 (exceto Liechtenstein) - 29 Terceiros Colocados da Liga Nacional das associações 22–51 (except Liechtenstein) - 3 times classificados pelo Ranking do Fair Play                                                                                                 |                                                                        |                                                                                      |
| Segunda pré-eliminatória (80 times)  | - 15 Campeões da Copa Nacional das associações 20–34 - 11 Vice-Campeões da Liga Nacional das associações 16–26 - 6 Terceiros Colocados da Liga Nacional das associações 16–21 - 6 Quartos Colocados da Liga Nacional das associações 10–15 - 3 Quintos Colocados da Liga Nacional das associações 7–9                                                                          | - 39 ganhadores da Primeira Pré-eliminatória                           |                                                                                      |
| Terceira Pré-eliminatória (58 times) | - 3 Campeões da Copa Nacional das associações 17–19 - 6 Terceiros Colocados da Liga Nacional das associações 10–15 - 3 Quartos Colocados da Liga Nacional das associações 7–9 - 3 Quintos Colocados da Liga Nacional das associações 4–6 (Campeão da Taça da Liga da França) - 3 Sextos Colocados da Liga Nacional das associações 1–3 (Campeão da Taça da Liga da Inglaterra) | - 40 ganhadores da Segunda Pré-eliminatória                            |                                                                                      |
| Rodada de Play-off (62 times)        | - 9 Campeões da Copa Nacional das associações 8–16 - 3 Terceiros Colocados da Liga Nacional das associações 7–9 - 3 Quartos Colocados da Liga Nacional das associações 4–6 - 3 Quintos Colocados da Liga Nacional das associações 1–3 | - 29 ganhadores da Terceira Pré-eliminatória                           | - 15 perdedores da Terceira Pré-eliminatória da Liga dos Campeões da UEFA de 2014–15 |
| Fase de Grupos (48 times)            | - Campeão da Liga Europa da UEFA de 2013-14 - 6 Campeões da Copa Nacional das associações 2–7 | - 31 ganhadores da Rodada de Play-off                                  | - 10 perdedores da Rodada de Play-off da Liga dos Campeões da UEFA de 2014–15        |
| Fase de Mata-Mata (32 times)         | | - 12 Primeiros Colocados dos Grupos - 12 Segundos Colocados dos Grupos | - 8 Terceiros Colocados dos Grupos da Liga dos Campeões da UEFA de 2014–15           |

## Calendário
| Fase           | Rodada                    | Data do Sorteio               | Partida de Ida                                               | Partida de Volta                                             |
| -------------- | ------------------------- | ----------------------------- | ------------------------------------------------------------ | ------------------------------------------------------------ |
| Qualificação   | Primeira Pré-eliminatória | 23 de Junho de 2014           | 3 de Julho de 2014                                           | 10 de Julho de 2014                                          |
| Qualificação   | Segunda Pré-eliminatória  | 23 de Junho de 2014           | 17 de Julho de 2014                                          | 24 de Julho de 2014                                          |
| Qualificação   | Terceira Pré-eliminatória | 18 de Julho de 2014           | 31 de Julho de 2014                                          | 7 de Agosto de 2014                                          |
| Play-off       | Fase de Play-off          | 8 de Agosto de 2014           | 21 de Agosto de 2014                                         | 28 de Agosto de 2014                                         |
| Fase de Grupos | Primeira Rodada           | 29 de Agosto de 2014 (Mônaco) | 18 de Setembro de 2014                                       | 18 de Setembro de 2014                                       |
| Fase de Grupos | Segunda Rodada            | 29 de Agosto de 2014 (Mônaco) | 2 de Outubro de 2014                                         | 2 de Outubro de 2014                                         |
| Fase de Grupos | Terceira Rodada           | 29 de Agosto de 2014 (Mônaco) | 23 de Outubro de 2014                                        | 23 de Outubro de 2014                                        |
| Fase de Grupos | Quarta Rodada             | 29 de Agosto de 2014 (Mônaco) | 6 de Novembro de 2014                                        | 6 de Novembro de 2014                                        |
| Fase de Grupos | Quinta Rodada             | 29 de Agosto de 2014 (Mônaco) | 27 de Novembro de 2014                                       | 27 de Novembro de 2014                                       |
| Fase de Grupos | Sexta Rodada              | 29 de Agosto de 2014 (Mônaco) | 11 de Dezembro de 2014                                       | 11 de Dezembro de 2014                                       |
| Fase Final     | Dezesseis Ávos            | 15 de Dezembro de 2014        | 19 de Fevereiro de 2015                                      | 26 de Fevereiro de 2015                                      |
| Fase Final     | Oitavas de Final          | 15 de Dezembro de 2014        | 12 de Março de 2015                                          | 19 de Março de 2015                                          |
| Fase Final     | Quartas de Final          | 20 de Março de 2015           | 16 de Abril de 2015                                          | 23 de Abril de 2015                                          |
| Fase Final     | Semi-finais               | 24 de Abril de 2015           | 7 de Maio de 2015                                            | 14 de Maio de 2015                                           |
| Fase Final     | Final                     | 24 de Abril de 2015           | 27 de Maio de 2015 no Estádio Nacional de Varsóvia, Varsóvia | 27 de Maio de 2015 no Estádio Nacional de Varsóvia, Varsóvia |

## Eliminatórias

### Primeira pré-eliminatória
| Equipe 1            | Total       | Equipe 2                     | 1.º jogo | 2.º jogo  |
| ------------------- | ----------- | ---------------------------- | -------- | --------- |
| Sioni Bolnisi       | 4–4 (g.f)   | Flamurtari Vlorë             | 2–3      | 2–1       |
| Tiraspol            | 3–6         | Inter Baku                   | 2–3      | 1–3       |
| Hibernians          | 2–9         | Spartak Trnava               | 2–4      | 0–5       |
| Čukarički           | 4–0[A]      | Sant Julià                   | 4–0      | 0–0       |
| Čelik Nikšić        | 0–9[A]      | Koper                        | 0–5      | 0–4       |
| Turnovo             | 1–4         | Chikhura Sachkhere           | 0–1      | 1–3       |
| Shirak              | 1–6         | Shakhter Karagandy           | 1–2      | 0–4       |
| Qabala              | 0–5         | Široki Brijeg                | 0–2      | 0–3       |
| Diósgyőr            | 6–2         | Birkirkara                   | 2–1      | 4–1       |
| Vaduz               | 4–0         | College Europa Football Club | 3–0      | 1–0       |
| Veris Chișinău      | 0–3         | Litex Lovech                 | 0–0      | 0–3       |
| UE Santa Coloma     | 0–5         | Metalurg Skopje              | 0–3      | 0–2       |
| Kairat              | 1–0         | Kukësi                       | 1–0      | 0–0       |
| Folgore             | 1–5         | Budućnost Podgorica          | 1–2      | 0–3       |
| RNK Split           | 3–1         | Mika                         | 2–0      | 1–1       |
| Botev Plovdiv       | 6–0         | Libertas                     | 4–0      | 2–0       |
| Željezničar         | 1–0[A]      | Lovćen Cetinje               | 0–0      | 1–0       |
| Shkëndija           | 2–3         | Zimbru Chișinău              | 2–1      | 0–2       |
| Sliema Wanderers    | 2–3         | Ferencváros                  | 1–1      | 1–2       |
| Pyunik              | 1–6         | Astana                       | 1–4      | 0–2       |
| Rudar Velenje       | 2–2 (2–3 p) | Laçi                         | 1–1      | 1–1 (pro) |
| Differdange 03      | 2–3         | Atlantas                     | 1–0      | 1–3       |
| VPS                 | 2–3         | Brommapojkarna               | 2–1      | 0–2       |
| B36 Tórshavn        | 2–3         | Linfield                     | 1–2      | 1–1       |
| Fram                | 2–3         | Nõmme Kalju                  | 0–1      | 2–2       |
| Rosenborg           | 6–0         | Jelgava                      | 4–0      | 2–0       |
| Derry City          | 9–0         | Aberystwyth Town             | 4–0      | 5–0       |
| Aberdeen            | 8–0         | Daugava Rīga                 | 5–0      | 3–0       |
| Santos Tartu        | 1–13        | Tromsø                       | 0–7      | 1–6       |
| Crusaders           | 5–2         | Ekranas                      | 3–1      | 2–1       |
| Stjarnan            | 8–0         | Bangor City                  | 4–0      | 4–0       |
| Jeunesse Esch       | 1–5         | Dundalk                      | 0–2      | 1–3       |
| MYPA                | 1–0         | ÍF                           | 1–0      | 0–0       |
| FH                  | 6–2         | Glenavon                     | 3–0      | 3–2       |
| Sillamäe Kalev      | 4–4 (g.f)   | Honka                        | 2–1      | 2–3 (pro) |
| Banga Gargždai      | 0–4         | Sligo Rovers                 | 0–0      | 0–4       |
| Víkingur            | 3–2         | Daugava Daugavpils           | 2–1      | 1–1       |
| IFK Göteborg        | 2–0         | Fola Esch                    | 0–0      | 2–0       |
| Airbus UK Broughton | 2–3[A]      | Haugesund                    | 1–1      | 1–2       |

Notas
- A. ^  Ordem das partidas revertida após o sorteio.

### Segunda pré-eliminatória
| Equipe 1            | Total        | Equipe 2            | 1.º jogo | 2.º jogo  |
| ------------------- | ------------ | ------------------- | -------- | --------- |
| Győr                | 1–3          | IFK Göteborg        | 0–3      | 1–0       |
| Molde               | 5–2          | Gorica              | 4–1      | 1–1       |
| Metalurg Skopje     | 2–2 (g.f)[B] | Željezničar         | 0–0      | 2–2       |
| Nõmme Kalju         | 1–3          | Lech Poznań         | 1–0      | 0–3       |
| Dinamo Minsk        | 3–0          | MYPA                | 3–0      | 0–0       |
| Neman Grodno        | 1–3          | FH                  | 1–1      | 0–2       |
| RNK Split           | 2–1[A]       | Hapoel Be'er Sheva  | 2–1      | 0–0       |
| Košice              | 0–4[B]       | Slovan Liberec      | 0–1      | 0–3       |
| Víkingur            | 2–1          | Tromsø              | 0–0      | 2–1       |
| Petrolul Ploiești   | 5–1          | Flamurtari Vlorë    | 2–0      | 3–1       |
| Čukarički           | 2–5          | Grödig              | 0–4      | 2–1       |
| CFR Cluj            | 1–0          | Jagodina            | 0–0      | 1–0       |
| Motherwell          | 4–5          | Stjarnan            | 2–2      | 2–3 (pro) |
| Zestafoni           | 0–3[B]       | Spartak Trnava      | 0–0      | 0–3       |
| Brommapojkarna      | 5–1[B]       | Crusaders           | 4–0      | 1–1       |
| Aberdeen            | 2–1          | Groningen           | 0–0      | 2–1       |
| Bursaspor           | 0–0 (1–4 p)  | Chikhura Sachkhere  | 0–0      | 0–0 (pro) |
| Neftçi Baku         | 3–2          | Koper               | 1–2      | 2–0       |
| Linfield            | 1–2          | AIK                 | 1–0      | 0–2       |
| Rijeka              | 3–1          | Ferencváros         | 1–0      | 2–1       |
| Budućnost Podgorica | 0–2          | Omonia              | 0–2      | 0–0       |
| Mladá Boleslav      | 6–1          | Široki Brijeg       | 2–1      | 4–0       |
| Luzern              | 2–2 (4–5 p)  | St. Johnstone       | 1–1      | 1–1 (pro) |
| Laçi                | 1–5          | Zorya Luhansk       | 0–3      | 1–2       |
| Rosenborg           | 4–3          | Sligo Rovers        | 1–2      | 3–1       |
| Atlantas            | 0–3          | Shakhter Karagandy  | 0–0      | 0–3       |
| Sarajevo            | 3–2          | Haugesund           | 0–1      | 3–1       |
| Zulte Waregem       | 5–2          | Zawisza Bydgoszcz   | 2–1      | 3–1       |
| Sillamäe Kalev      | 0–9          | Krasnodar           | 0–4      | 0–5       |
| CSKA Sofia          | 1–1 (g.f)    | Zimbru Chișinău     | 1–1      | 0–0       |
| Derry City          | 1–6          | Shakhtyor Salihorsk | 0–1      | 1–5       |
| Ruch Chorzów        | 3–2          | Vaduz               | 3–2      | 0–0       |
| Astana              | 3–1[A]       | Hapoel Tel Aviv     | 3–0      | 0–1       |
| Trenčín             | 4–3          | Vojvodina           | 4–0      | 0–3       |
| Litex Lovech        | 2–3          | Diósgyőr            | 0–2      | 2–1       |
| Botev Plovdiv       | 2–3          | St. Pölten          | 2–1      | 0–2       |
| RoPS                | 3–5[B]       | Asteras Tripoli     | 1–1      | 2–4       |
| Dundalk             | 2–3[B]       | Hajduk Split        | 0–2      | 2–1       |
| Kairat              | 1–2          | Esbjerg             | 1–1      | 0–1       |
| Elfsborg            | 1–1 (4–3 p)  | Inter Baku          | 0–1      | 1–0 (pro) |

Notas
- A. ^  Ordem das partidas revertida devido à Operação Margem Protetora.[2]
- B. ^  Ordem das partidas revertida após o sorteio.

### Terceira pré-eliminatória
| Equipe 1           | Total     | Equipe 2            | 1.º jogo | 2.º jogo  |
| ------------------ | --------- | ------------------- | -------- | --------- |
| Karabükspor        | 1–1 (g.f) | Rosenborg           | 0–0      | 1–1       |
| Split              | 2–0[A]    | Chornomorets Odessa | 2–0      | 0–0       |
| St. Johnstone      | 2–3       | Spartak Trnava      | 1–2      | 1–1       |
| Mainz              | 2–3       | Asteras Tripolis    | 1–0      | 1–3       |
| Diósgyőr           | 1–8       | Krasnodar           | 1–5      | 0–3       |
| Mladá Boleslav     | 2–6       | Lyon                | 1–4      | 1–2       |
| Trencín            | 1–2       | Hull City           | 0–0      | 1–2       |
| Omonia Nicosia     | 4–0       | Metalurg Skopje     | 3–0      | 1–0       |
| Brommapojkarna     | 0–7[A]    | Torino              | 0–3      | 0–4       |
| PSV Eindhoven      | 4–2       | St. Pölten          | 1–0      | 3–2       |
| Stjarnan           | 1–0       | Lech Poznán         | 1–0      | 0–0       |
| Zorya Luhansk      | 3–2       | Molde               | 1–1      | 2–1       |
| Sarajevo           | 4–3       | Atromitos           | 1–2      | 3–1 (pro) |
| Real Sociedad      | 5–2       | Aberdeen            | 2–0      | 3–2       |
| Astana             | 4–1       | AIK                 | 1–1      | 3–0       |
| Zulte Waregem      | 4–7       | Shakhtyor Salihorsk | 2–5      | 2–2       |
| Grödig             | 2–2 (g.f) | Zimbru Chisinau     | 1–2      | 1–0       |
| Astra Giurgiu      | 6–2       | Slovan Liberec      | 3–0      | 3–2       |
| Ruch Chorzów       | 2–2 (g.f) | Esbjerg             | 0–0      | 2–2       |
| Dinamo Moscou      | 3–2       | Ironi Kiryat Shmona | 1–1      | 2–1       |
| Young Boys         | 3–0       | Ermis Aradippou     | 1–0      | 2–0       |
| Elfsborg           | 5–3       | FH                  | 4–1      | 1–2       |
| Petrolul Ploiesti  | 5–2       | Viktoria Plzen      | 1–1      | 4–1       |
| Víkingur           | 1–9       | Rijeka              | 1–5      | 0–4       |
| Dinamo Minsk       | 3–0       | Cluj                | 1–0      | 2–0       |
| Neftçi Baku        | 3–2       | Chikhura Sachkhere  | 0–0      | 3–2       |
| Göteborg           | 0–1       | Rio Ave             | 0–1      | 0–0       |
| Brugge             | 5–0       | Brøndby             | 3–0      | 2–0       |
| Shakhter Karagandy | 4–5       | Hajduk Split        | 4–2      | 0–3       |

- A. ^  Ordem das partidas revertida após o sorteio.

## Rodada de Playoff
| Equipe 1          | Total     | Equipe 2                 | 1.º jogo | 2.º jogo |
| ----------------- | --------- | ------------------------ | -------- | -------- |
| Sarajevo          | 2-10      | Borussia Mönchengladbach | 2-3      | 0-7      |
| Apollon Limassol  | 5-2       | Lokomotiv Moscou         | 1-1      | 4-1      |
| Astana            | 0-7       | Villarreal               | 0-3      | 0-4      |
| Young Boys        | 3-1       | Debreceni                | 3-1      | 0-0      |
| PEC Zwolle        | 2-4       | Sparta Praga             | 1-1      | 1-3      |
| Spartak Trnava    | 2-4       | Zurique                  | 1-3      | 1-1      |
| Asteras Tripolis  | (g.f)3-3  | Maccabi Tel Aviv         | 2-0      | 1-3      |
| AEL Limassol      | 1-5       | Tottenham                | 1-2      | 0-3      |
| Dnipro            | 2-1       | Hajduk Split             | 2-1      | 0-0      |
| Dinamo Minsk      | 5-2       | Nacional                 | 2-0      | 3-2      |
| Qarabag           | (g.f)1-1  | Twente                   | 0-0      | 1-1      |
| Petrolul Ploiesti | 2-5       | Dínamo Zagreb            | 1-3      | 1-2      |
| Helsinki          | 5-4       | Rapid Viena              | 2-1      | 3-3      |
| Trabzonspor       | 2-0       | Rostov                   | 2-0      | 0-0      |
| Zimbru Chisinau   | 1-4       | PAOK                     | 1-0      | 0-4      |
| Split             | 0-1       | Torino                   | 0-0      | 0-1      |
| Dinamo Moscou     | 4-3       | Omonia Nicosia           | 2-2      | 2-1      |
| Aktobe            | 0-3       | Legia Varsóvia           | 0-1      | 0-2      |
| Lyon              | 2-2(g.f)  | Astra Giurgiu            | 1-2      | 1-0      |
| Lokeren           | (g.f)2-2  | Hull City                | 1-0      | 1-2      |
| Neftçi Baku       | 3-5       | Partizan Belgrado        | 2-3      | 1-2      |
| Ruch Chorzów      | 0-1       | Metalist                 | 0-0      | 0-1      |
| Elfsborg          | 2-2(g.f)  | Rio Ave                  | 2-1      | 0-1      |
| PSV Eindhoven     | 3-0       | Shakhtyor Salihorsk      | 1-0      | 2-0      |
| Karabükspor       | 1-1(4.3)p | Saint-Étienne            | 1-0      | 0-1      |
| Stjarnan          | 0-9       | Internazionale           | 0-3      | 0-6      |
| Panathinaikos     | 6-2       | Midtjylland              | 4-1      | 2-1      |
| Feyenoord         | 5-4       | Zorya Luhansk            | 1-1      | 4-3      |
| Grasshoppers      | 1-3       | Brugge                   | 1-2      | 0-1      |
| Real Sociedad     | 1-3       | Krasnodar                | 1-0      | 0-3      |
| Rijeka            | 4-1       | Sheriff Tiraspol         | 1-0      | 3-1      |

## Fase de Grupos
|  | Equipes classificadas para a fase final |
|  | Equipes eliminadas                      |

### Grupo A
| Pos. | Equipe                   | Pts | J | V | E | D | GP | GC | SG  |
| ---- | ------------------------ | --- | - | - | - | - | -- | -- | --- |
| 1    | Borussia Mönchengladbach | 12  | 6 | 3 | 3 | 0 | 14 | 4  | +10 |
| 2    | Villarreal               | 11  | 6 | 3 | 2 | 1 | 15 | 7  | +8  |
| 3    | Zurique                  | 7   | 6 | 2 | 1 | 3 | 10 | 14 | -4  |
| 4    | Apollon Limassol         | 3   | 6 | 1 | 0 | 4 | 4  | 18 | -14 |

|                          | BMO | VIL | ZUR | APO |
| ------------------------ | --- | --- | --- | --- |
| Borussia Mönchengladbach | –   | 1–1 | 3–0 | 5-0 |
| Villarreal               | 2–2 | –   | 4–1 | 4–0 |
| Zurique                  | 1–1 | 3–2 | –   | 3–1 |
| Apollon Limassol         | 0–2 | 0–2 | 3–2 | –   |

### Grupo B
| Pos. | Equipe    | Pts | J | V | E | D | GP | GC | SG |
| ---- | --------- | --- | - | - | - | - | -- | -- | -- |
| 1    | Brugge    | 12  | 6 | 3 | 3 | 0 | 10 | 2  | 8  |
| 2    | Torino    | 11  | 6 | 3 | 2 | 1 | 9  | 3  | 6  |
| 3    | Helsinki  | 6   | 6 | 2 | 0 | 4 | 5  | 11 | -6 |
| 4    | København | 4   | 6 | 1 | 1 | 4 | 5  | 13 | -8 |

|           | BRU | TOR | HEL | COP |
| --------- | --- | --- | --- | --- |
| Brugge    | –   | 0–0 | 2–1 | 1–1 |
| Torino    | 0–0 | –   | 2–0 | 1–0 |
| Helsinki  | 0–3 | 2–1 | –   | 2–1 |
| København | 0–4 | 1–5 | 2–0 | –   |

### Grupo C
| Pos. | Equipe            | Pts | J | V | E | D | GP | GC | SG |
| ---- | ----------------- | --- | - | - | - | - | -- | -- | -- |
| 1    | Besiktas          | 12  | 6 | 3 | 3 | 0 | 11 | 5  | 6  |
| 2    | Tottenham         | 11  | 6 | 3 | 2 | 1 | 9  | 4  | 5  |
| 3    | Asteras Tripolis  | 6   | 6 | 1 | 3 | 2 | 7  | 10 | -3 |
| 4    | Partizan Belgrado | 2   | 6 | 0 | 2 | 4 | 1  | 9  | -8 |

|                   | TOT | BES | AST | PAR |
| ----------------- | --- | --- | --- | --- |
| Tottenham         | –   | 1–1 | 5–1 | 1–0 |
| Besiktas          | 1–0 | –   | 1–1 | 2–1 |
| Asteras Tripolis  | 1–2 | 2–2 | –   | 2–0 |
| Partizan Belgrado | 0–0 | 0–4 | 0–0 | –   |

### Grupo D
| Pos. | Equipe         | Pts | J | V | E | D | GP | GC | SG |
| ---- | -------------- | --- | - | - | - | - | -- | -- | -- |
| 1    | Salzburg       | 16  | 6 | 5 | 1 | 0 | 21 | 8  | 13 |
| 2    | Celtic         | 8   | 6 | 2 | 2 | 2 | 10 | 11 | -1 |
| 3    | Dínamo Zagreb  | 6   | 6 | 2 | 0 | 4 | 12 | 15 | -3 |
| 4    | Astra Ploiesti | 4   | 6 | 1 | 1 | 4 | 6  | 15 | -9 |

|                | SAL | CEL | ASP | DIN |
| -------------- | --- | --- | --- | --- |
| Salzburg       | –   | 2-2 | 5–1 | 4-2 |
| Celtic         | 1–3 | –   | 2–1 | 1-0 |
| Astra Ploiesti | 1–2 | 1-1 | –   | 1–0 |
| Dínamo Zagreb  | 1-5 | 4–3 | 5–1 | –   |

### Grupo E
| Pos. | Equipe        | Pts | J | V | E | D | GP | GC | SG |
| ---- | ------------- | --- | - | - | - | - | -- | -- | -- |
| 1    | Dinamo Moscou | 18  | 6 | 6 | 0 | 0 | 9  | 3  | 6  |
| 2    | PSV Eindhoven | 8   | 6 | 2 | 2 | 2 | 8  | 8  | 0  |
| 3    | Estoril Praia | 5   | 6 | 1 | 2 | 3 | 7  | 8  | -1 |
| 4    | Panathinaikos | 2   | 6 | 0 | 2 | 4 | 6  | 11 | -5 |

|               | DIN | PSV  | EST | PAN |
| ------------- | --- | ---- | --- | --- |
| Dinamo Moscou | –   | 1–0  | 1–0 | 2–1 |
| PSV Eindhoven | 0–1 | –    | 1–0 | 1–1 |
| Estoril Praia | 1–2 | 3–3* | –   | 2–0 |
| Panathinaikos | 1–2 | 2–3  | 1–1 | –   |

- O jogo entre Estoril Praia e PSV Eindhoven que deveria acontecer no dia 27 de novembro de 2014 foi suspenso devido as más condições climatológicas e foi adiado para o dia seguinte.

### Grupo F
| Pos. | Equipe         | Pts | J | V | E | D | GP | GC | SG |
| ---- | -------------- | --- | - | - | - | - | -- | -- | -- |
| 1    | Internazionale | 12  | 6 | 3 | 3 | 0 | 6  | 2  | 4  |
| 2    | Dnipro         | 7   | 6 | 2 | 1 | 3 | 4  | 5  | -1 |
| 3    | Qarabag        | 6   | 6 | 1 | 3 | 2 | 3  | 5  | -2 |
| 4    | Saint-Étienne  | 5   | 6 | 0 | 5 | 1 | 2  | 3  | -1 |

|                | INT | DNI | SAI | QAR |
| -------------- | --- | --- | --- | --- |
| Internazionale | –   | 2–1 | 0–0 | 2–0 |
| Dnipro         | 0–1 | –   | 1–0 | 0–1 |
| Saint-Étienne  | 1–1 | 0–0 | –   | 1–1 |
| Qarabag        | 0–0 | 1–2 | 0–0 | –   |

### Grupo G
| Pos. | Equipe            | Pts | J | V | E | D | GP | GC | SG |
| ---- | ----------------- | --- | - | - | - | - | -- | -- | -- |
| 1    | Feyenoord         | 12  | 6 | 4 | 0 | 2 | 10 | 6  | 4  |
| 2    | Sevilla           | 11  | 6 | 3 | 2 | 1 | 8  | 5  | 3  |
| 3    | Rijeka            | 7   | 6 | 2 | 1 | 2 | 7  | 8  | -1 |
| 4    | Standard de Liège | 4   | 6 | 1 | 1 | 3 | 4  | 10 | -6 |

|                   | FEY | SEV | RIJ | STA |
| ----------------- | --- | --- | --- | --- |
| Feyenoord         | –   | 2–0 | 2–0 | 2–1 |
| Sevilla           | 2–0 | –   | 1–0 | 3–1 |
| Rijeka            | 3–1 | 2–2 | –   | 2–0 |
| Standard de Liège | 0–3 | 0–0 | 2–0 | –   |

### Grupo H
| Pos. | Equipe    | Pts | J | V | E | D | GP | GC | SG |
| ---- | --------- | --- | - | - | - | - | -- | -- | -- |
| 1    | Everton   | 11  | 6 | 3 | 2 | 1 | 10 | 3  | 7  |
| 2    | Wolfsburg | 10  | 6 | 3 | 1 | 2 | 14 | 10 | 4  |
| 3    | Krasnodar | 6   | 6 | 1 | 3 | 2 | 7  | 12 | -5 |
| 4    | Lille     | 4   | 6 | 0 | 4 | 2 | 3  | 19 | -6 |

|           | EVE | WOL | LIL | KUB |
| --------- | --- | --- | --- | --- |
| Everton   | –   | 4–1 | 3–0 | 0–1 |
| Wolfsburg | 0–2 | –   | 1–1 | 5–1 |
| Lille     | 0–0 | 0–3 | –   | 1–1 |
| Krasnodar | 1–1 | 2–4 | 1–1 | –   |

### Grupo I
| Pos. | Equipe            | Pts | J | V | E | D | GP | GC | SG  |
| ---- | ----------------- | --- | - | - | - | - | -- | -- | --- |
| 1    | Napoli            | 13  | 6 | 4 | 1 | 1 | 11 | 3  | 8   |
| 2    | Young Boys        | 12  | 6 | 4 | 0 | 2 | 13 | 7  | 6   |
| 3    | Sparta Praga      | 10  | 6 | 3 | 1 | 2 | 11 | 6  | 5   |
| 4    | Slovan Bratislava | 0   | 6 | 0 | 0 | 6 | 1  | 20 | -19 |

|                   | NAP | SPA | YOU | SLO |
| ----------------- | --- | --- | --- | --- |
| Napoli            | –   | 3–1 | 3–0 | 3–0 |
| Sparta Praga      | 0–0 | –   | 3–1 | 4–0 |
| Young Boys        | 2–0 | 2–0 | –   | 5–0 |
| Slovan Bratislava | 0–2 | 0–3 | 1–3 | –   |

### Grupo J
| Pos. | Equipe           | Pts | J | V | E | D | GP | GC | SG |
| ---- | ---------------- | --- | - | - | - | - | -- | -- | -- |
| 1    | Dínamo de Kiev   | 15  | 6 | 5 | 0 | 1 | 12 | 4  | 8  |
| 2    | AaB Fodbold      | 9   | 6 | 3 | 0 | 3 | 5  | 10 | -5 |
| 3    | Steaua Bucuresti | 7   | 6 | 2 | 1 | 3 | 11 | 9  | 2  |
| 4    | Rio Ave          | 4   | 6 | 1 | 1 | 4 | 5  | 10 | -5 |

|                  | DIN | AAL | STE | RIO |
| ---------------- | --- | --- | --- | --- |
| Dínamo de Kiev   | –   | 2–0 | 3–1 | 2–0 |
| AaB Fodbold      | 3–0 | –   | 1–0 | 1–0 |
| Steaua Bucuresti | 0–2 | 6–0 | –   | 2–1 |
| Rio Ave          | 0–3 | 2–0 | 2–2 | –   |

### Grupo K
| Pos. | Equipe       | Pts | J | V | E | D | GP | GC | SG  |
| ---- | ------------ | --- | - | - | - | - | -- | -- | --- |
| 1    | Fiorentina   | 13  | 6 | 4 | 1 | 1 | 11 | 4  | 7   |
| 2    | Guingamp     | 10  | 6 | 3 | 1 | 2 | 7  | 6  | 1   |
| 3    | PAOK         | 7   | 6 | 2 | 1 | 3 | 10 | 7  | 3   |
| 4    | Dínamo Minsk | 4   | 6 | 1 | 1 | 4 | 3  | 14 | -11 |

|              | FIO | PAO | GUI | DIN |
| ------------ | --- | --- | --- | --- |
| Fiorentina   | –   | 1–1 | 3–0 | 1–2 |
| PAOK         | 0–1 | –   | 1–2 | 6–1 |
| Guingamp     | 1–2 | 2–0 | –   | 2–0 |
| Dínamo Minsk | 0–3 | 0–2 | 0–0 | –   |

### Grupo L
| Pos. | Equipe         | Pts | J | V | E | D | GP | GC | SG |
| ---- | -------------- | --- | - | - | - | - | -- | -- | -- |
| 1    | Legia Varsóvia | 15  | 6 | 5 | 0 | 1 | 7  | 2  | 5  |
| 2    | Trabzonspor    | 10  | 6 | 3 | 1 | 2 | 8  | 6  | 2  |
| 3    | Lokeren        | 10  | 6 | 3 | 1 | 2 | 6  | 2  | 4  |
| 4    | Metalist       | 0   | 6 | 0 | 0 | 6 | 3  | 10 | -7 |

|                | LEG | TRA | LOK | MET |
| -------------- | --- | --- | --- | --- |
| Legia Varsóvia | –   | 2–0 | 1–0 | 2–1 |
| Trabzonspor    | 0–1 | –   | 2–0 | 3–1 |
| Lokeren        | 1–0 | 1–1 | –   | 1–0 |
| Metalist       | 0–1 | 1–2 | 0–1 | –   |

## Fase Final
Nas fases finais, as equipes classificadas jogam em partidas eliminatórias de ida e volta, exceto no jogo final.

### Equipes classificadas
| Chave de cores                                   |
| ------------------------------------------------ |
| Cabeças de chave para a fase de 16-avos de final |
| Não cabeças de chave a fase de 16-avos de final  |

#### Fase de grupos da Liga Europa
| Grupo | Vencedores               | Vices         |
| ----- | ------------------------ | ------------- |
| A     | Borussia Mönchengladbach | Villarreal    |
| B     | Brugge                   | Torino        |
| C     | Beşiktaş                 | Tottenham     |
| D     | Salzburg                 | Celtic        |
| E     | Dinamo Moscou            | PSV Eindhoven |
| F     | Internazionale           | Dnipro        |
| G     | Feyenoord                | Sevilla       |
| H     | Everton                  | Wolfsburg     |
| I     | Napoli                   | Young Boys    |
| J     | Dínamo de Kiev           | AaB Fodbold   |
| K     | Fiorentina               | Guingamp      |
| L     | Legia Varsóvia           | Trabzonspor   |

#### Fase de grupos da Liga dos Campeões
| Grupo | Equipa          | Pts | J | V | E | D | GM | GS | DG |
| ----- | --------------- | --- | - | - | - | - | -- | -- | -- |
| A     | Olympiacos      | 9   | 6 | 3 | 0 | 3 | 10 | 13 | -3 |
| G     | Sporting        | 7   | 6 | 2 | 1 | 3 | 12 | 12 | 0  |
| H     | Athletic Bilbao | 7   | 6 | 2 | 1 | 3 | 5  | 6  | -1 |
| C     | Zenit           | 7   | 6 | 2 | 1 | 3 | 4  | 6  | -2 |
| D     | Anderlecht      | 6   | 6 | 1 | 3 | 2 | 8  | 10 | -2 |
| F     | Ajax            | 5   | 6 | 1 | 2 | 3 | 8  | 10 | -2 |
| B     | Liverpool       | 5   | 6 | 1 | 2 | 3 | 5  | 9  | -4 |
| E     | Roma            | 5   | 6 | 1 | 2 | 3 | 8  | 14 | -6 |

### Esquema
| Dezesseis-avos   | Dezesseis-avos | Dezesseis-avos | Dezesseis-avos |  |               | Oitavas-de-finais | Oitavas-de-finais | Oitavas-de-finais | Oitavas-de-finais |  |  | Quartas-de-finais | Quartas-de-finais | Quartas-de-finais | Quartas-de-finais |  |  | Semi-finais | Semi-finais | Semi-finais | Semi-finais |  |  | Finais  | Finais |
|                  |                |                |                |  |               |                   |                   |                   |                   |  |  |                   |                   |                   |                   |  |  |             |             |             |             |  |  |         |        |
| Napoli           | 4              | 1              | 5              |  |               |                   |                   |                   |                   |  |  |                   |                   |                   |                   |  |  |             |             |             |             |  |  |         |        |
| Trabzonspor      | 0              | 0              | 0              |  |               | Napoli            | 3                 | 0                 | 3                 |  |  |                   |                   |                   |                   |  |  |             |             |             |             |  |  |         |        |
| Anderlecht       | 0              | 1              | 1              |  | Dinamo Moscou | 1                 | 0                 | 1                 |                   |  |  |                   |                   |                   |                   |  |  |             |             |             |             |  |  |         |        |
| Dinamo Moscou    | 0              | 3              | 3              |  |               |                   |                   |                   |                   |  |  | Napoli            | 4                 | 2                 | 6                 |  |  |             |             |             |             |  |  |         |        |
| Internazionale   | 3              | 1              | 4              |  |               |                   |                   |                   |                   |  |  | Wolfsburg         | 1                 | 2                 | 3                 |  |  |             |             |             |             |  |  |         |        |
| Celtic           | 3              | 0              | 3              |  |               | Internazionale    | 1                 | 1                 | 2                 |  |  |                   |                   |                   |                   |  |  |             |             |             |             |  |  |         |        |
| Sporting         | 0              | 0              | 0              |  | Wolfsburg     | 3                 | 2                 | 5                 |                   |  |  |                   |                   |                   |                   |  |  |             |             |             |             |  |  |         |        |
| Wolfsburg        | 2              | 0              | 2              |  |               |                   |                   |                   |                   |  |  |                   |                   |                   |                   |  |  | Napoli      | 1           | 0           | 1           |  |  |         |        |
| Brugge           | 3              | 3              | 6              |  |               |                   |                   |                   |                   |  |  |                   |                   |                   |                   |  |  | Dnipro      | 1           | 1           | 2           |  |  |         |        |
| AaB Fodbold      | 1              | 0              | 1              |  |               | Brugge            | 2                 | 3                 | 5                 |  |  |                   |                   |                   |                   |  |  |             |             |             |             |  |  |         |        |
| Liverpool        | 1              | 0              | 1 (4)          |  | Beşiktaş      | 1                 | 1                 | 2                 |                   |  |  |                   |                   |                   |                   |  |  |             |             |             |             |  |  |         |        |
| Beşiktaş         | 0              | 1              | 1 (5)          |  |               |                   |                   |                   |                   |  |  | Brugge            | 0                 | 0                 | 0                 |  |  |             |             |             |             |  |  |         |        |
| Ajax             | 1              | 3              | 4              |  |               |                   |                   |                   |                   |  |  | Dnipro            | 0                 | 1                 | 1                 |  |  |             |             |             |             |  |  |         |        |
| Legia Varsóvia   | 0              | 0              | 0              |  |               | Ajax              | 0                 | 2                 | 2                 |  |  |                   |                   |                   |                   |  |  |             |             |             |             |  |  |         |        |
| Olympiacos       | 0              | 2              | 2              |  | Dnipro (g.f)  | 1                 | 1                 | 2                 |                   |  |  |                   |                   |                   |                   |  |  |             |             |             |             |  |  |         |        |
| Dnipro           | 2              | 2              | 4              |  |               |                   |                   |                   |                   |  |  |                   |                   |                   |                   |  |  |             |             |             |             |  |  | Dnipro  | 2      |
| Sevilla          | 1              | 3              | 4              |  |               |                   |                   |                   |                   |  |  |                   |                   |                   |                   |  |  |             |             |             |             |  |  | Sevilla | 3      |
| Borussia Mönchen | 0              | 2              | 2              |  |               | Sevilla           | 3                 | 2                 | 5                 |  |  |                   |                   |                   |                   |  |  |             |             |             |             |  |  |         |        |
| Salzburg         | 1              | 1              | 2              |  | Villarreal    | 1                 | 1                 | 2                 |                   |  |  |                   |                   |                   |                   |  |  |             |             |             |             |  |  |         |        |
| Villarreal       | 2              | 3              | 5              |  |               |                   |                   |                   |                   |  |  | Sevilla           | 2                 | 2                 | 4                 |  |  |             |             |             |             |  |  |         |        |
| Torino           | 2              | 3              | 5              |  |               |                   |                   |                   |                   |  |  | Zenit             | 1                 | 2                 | 3                 |  |  |             |             |             |             |  |  |         |        |
| Athletic Bilbao  | 2              | 2              | 4              |  |               | Torino            | 0                 | 1                 | 1                 |  |  |                   |                   |                   |                   |  |  |             |             |             |             |  |  |         |        |
| PSV Eindhoven    | 0              | 0              | 0              |  | Zenit         | 2                 | 0                 | 2                 |                   |  |  |                   |                   |                   |                   |  |  |             |             |             |             |  |  |         |        |
| Zenit            | 1              | 3              | 4              |  |               |                   |                   |                   |                   |  |  |                   |                   |                   |                   |  |  | Sevilla     | 3           | 2           | 5           |  |  |         |        |
| Dínamo de Kiev   | 1              | 3              | 4              |  |               |                   |                   |                   |                   |  |  |                   |                   |                   |                   |  |  | Fiorentina  | 0           | 0           | 0           |  |  |         |        |
| Guingamp         | 2              | 1              | 3              |  |               | Dínamo de Kiev    | 1                 | 5                 | 6                 |  |  |                   |                   |                   |                   |  |  |             |             |             |             |  |  |         |        |
| Young Boys       | 1              | 1              | 2              |  | Everton       | 2                 | 2                 | 4                 |                   |  |  |                   |                   |                   |                   |  |  |             |             |             |             |  |  |         |        |
| Everton          | 4              | 3              | 7              |  |               |                   |                   |                   |                   |  |  | Dínamo de Kiev    | 1                 | 0                 | 1                 |  |  |             |             |             |             |  |  |         |        |
| Roma             | 1              | 2              | 3              |  |               |                   |                   |                   |                   |  |  | Fiorentina        | 1                 | 2                 | 3                 |  |  |             |             |             |             |  |  |         |        |
| Feyenoord        | 1              | 1              | 2              |  |               | Roma              | 1                 | 0                 | 1                 |  |  |                   |                   |                   |                   |  |  |             |             |             |             |  |  |         |        |
| Tottenham        | 1              | 0              | 1              |  | Fiorentina    | 1                 | 3                 | 4                 |                   |  |  |                   |                   |                   |                   |  |  |             |             |             |             |  |  |         |        |
| Fiorentina       | 1              | 2              | 3              |  |               |                   |                   |                   |                   |  |  |                   |                   |                   |                   |  |  |             |             |             |             |  |  |         |        |

Nota: O esquema usado a cima é usado somente para uma visualização melhor dos confrontos. Todos os confrontos desta fase são sorteados e não seguem a ordem mostrada.

### Fase de 16-avos
As partidas de ida serão realizadas em 19 de fevereiro e as partidas de volta serão realizadas em 26 de fevereiro de 2015.
| Equipe 1       | Total       | Equipe 2                 | 1.º jogo | 2.º jogo |
| -------------- | ----------- | ------------------------ | -------- | -------- |
| Napoli         | 5 – 0       | Trabzonspor              | 4–0      | 1–0      |
| Anderlecht     | 1 – 3       | Dinamo Moscou            | 0–0      | 1–3      |
| Internazionale | 4 – 3       | Celtic                   | 3–3      | 1–0      |
| Sporting       | 0 – 2       | Wolfsburg                | 0–2      | 0–0      |
| Brugge         | 6 – 1       | AaB Fodbold              | 3–1      | 3–0      |
| Liverpool      | 1–1 (4–5 p) | Beşiktaş                 | 1–0      | 0–1      |
| Ajax           | 4 – 0       | Legia Varsóvia           | 1–0      | 3–0      |
| Olympiacos     | 2 – 4       | Dnipro                   | 0–2      | 2–2      |
| Sevilla        | 4 – 2       | Borussia Mönchengladbach | 1–0      | 3–2      |
| Salzburg       | 2 – 5       | Villarreal               | 1–2      | 1–3      |
| Torino         | 5 – 4       | Athletic Bilbao          | 2–2      | 3–2      |
| PSV Eindhoven  | 0 – 4       | Zenit                    | 0–1      | 0–3      |
| Dínamo de Kiev | 4 – 3       | Guingamp                 | 1–2      | 3–1      |
| Young Boys     | 2 – 7       | Everton                  | 1–4      | 1–3      |
| Roma           | 3 – 2       | Feyenoord                | 1–1      | 2–1      |
| Tottenham      | 1 – 3       | Fiorentina               | 1–1      | 0–2      |

### Oitavas-de-final
O sorteio para esta fase ocorrerá dia 27 de fevereiro de 2015 em Nyon.

As partidas de ida serão realizadas em 12 de março e as partidas de volta serão realizadas em 19 de março de 2015.
| Equipe 1       | Total        | Equipe 2      | 1.º jogo | 2.º jogo   |
| -------------- | ------------ | ------------- | -------- | ---------- |
| Napoli         | 3 – 1        | Dinamo Moscou | 3–1      | 0–0        |
| Internazionale | 2 – 5        | Wolfsburg     | 1–3      | 1–2        |
| Brugge         | 5 – 2        | Beşiktaş      | 2–1      | 3–1        |
| Ajax           | 2 – 2 (g.f.) | Dnipro        | 0–1      | 2–1 (pro.) |
| Sevilla        | 5 – 2        | Villarreal    | 3–1      | 2–1        |
| Torino         | 1 – 2        | Zenit         | 0–2      | 1–0        |
| Dínamo de Kiev | 6 – 4        | Everton       | 1–2      | 5–2        |
| Roma           | 1 – 4        | Fiorentina    | 1–1      | 0–3        |

### Quartas-de-final
O sorteio para esta fase ocorrerá dia 20 de março de 2015 em Nyon.

As partidas de ida serão realizadas em 16 de abril e as partidas de volta serão realizadas em 23 de abril de 2015.
| Equipe 1       | Total | Equipe 2   | 1.º jogo | 2.º jogo |
| -------------- | ----- | ---------- | -------- | -------- |
| Napoli         | 6 – 3 | Wolfsburg  | 4–1      | 2–2      |
| Brugge         | 0 – 1 | Dnipro     | 0–0      | 0–1      |
| Sevilla        | 4 – 3 | Zenit      | 2–1      | 2–2      |
| Dínamo de Kiev | 1 – 3 | Fiorentina | 1–1      | 0–2      |

### Semifinais
O sorteio para esta fase ocorrerá dia 24 de abril de 2015 em Nyon.

As partidas de ida serão realizadas em 7 de maio e as partidas de volta serão realizadas em 14 de maio de 2015.
| Equipe 1 | Total | Equipe 2   | 1.º jogo | 2.º jogo |
| -------- | ----- | ---------- | -------- | -------- |
| Napoli   | 1 – 2 | Dnipro     | 1–1      | 0–1      |
| Sevilla  | 5 – 0 | Fiorentina | 3–0      | 2–0      |

### Final
| 27 de maio de 2015 | Dnipro                 | 2 - 3     | Sevilla                        | Estádio Nacional de Varsóvia, Varsóvia |
| 20:45              | Kalinić 8' · Rotan 44' | Relatório | Krychowiak 28' · Bacca 31' 58' | Árbitro: ENG Martin Atkinson           |

## Estatísticas
Gols e Assistências contabilizados a partir da fase de grupos, excluindo as fases de qualificação.
Nomes em negrito são de jogadores e times que continuam na competição.
| #  | Nome                  | Equipe           | Gols | Tempo Jogado |
| -- | --------------------- | ---------------- | ---- | ------------ |
| 1  | Romelu Lukaku         | Everton          | 8    | 634'         |
| 1  | Alan                  | Salzburgo        | 8    | 423'         |
| 3  | Gonzalo Higuaín       | Napoli           | 6    | 499'         |
| 3  | Luciano Vietto        | Villarreal       | 6    | 732'         |
| 3  | Lior Refaelov         | Club Brugge      | 6    | 610'         |
| 3  | Guillaume Hoarau      | Young Boys       | 6    | 605'         |
| 3  | Jonathan Soriano      | Salzburgo        | 6    | 613'         |
| 3  | Stefanos Athanasiadis | PAOK             | 6    | 516'         |
| 9  | Kevin De Bruyne       | Wolfsburg        | 5    | 891'         |
| 9  | Claudio Beauvue       | Guingamp         | 5    | 720'         |
| 9  | Demba Ba              | Beşiktaş         | 5    | 729'         |
| 9  | Harry Kane            | Tottenham        | 5    | 422'         |
| 9  | Andrej Kramarić       | Rijeka           | 5    | 505'         |
| 9  | David Lafata          | Sparta Praga     | 5    | 440'         |
| 9  | Raul Rusescu          | Steaua Bucuresti | 5    | 147'         |
| 16 | Gökhan Töre           | Beşiktaş         | 4    | 886'         |
| 16 | Andriy Yarmolenko     | Dínamo de Kiev   | 4    | 753'         |
| 16 | Patrick Herrmann      | Borussia Mönchen | 4    | 299'         |
| 16 | Oleh Gusev            | Dínamo de Kiev   | 4    | 443'         |
| 16 | J. de Guzmán          | Napoli           | 4    | 500'         |
| 16 | Gerard Moreno         | Villarreal       | 4    | 402'         |
| 16 | Rodrigo Palacio       | Internazionale   | 4    | 469'         |
| 16 | Claudiu Keșerü        | Steaua Bucuresti | 4    | 524'         |
| 16 | Kevin Kampl           | Salzburgo        | 4    | 540'         |
| 16 | Carlos Bacca          | Sevilla          | 4    | 700'         |
| 16 | Kevin Gameiro         | Sevilla          | 4    | 658'         |

| #  | Jogador              | Equipe         | Assist. | Tempo Jogando |
| -- | -------------------- | -------------- | ------- | ------------- |
| 1  | Luciano Vietto       | Villarreal     | 6       | 732'          |
| 1  | Andriy Yarmolenko    | Dínamo de Kiev | 6       | 753'          |
| 3  | Kevin De Bruyne      | Wolfsburg      | 5       | 891'          |
| 3  | Colin Kâzım-Richards | Feyenoord      | 5       | 560'          |
| 5  | Lior Refaelov        | Club Brugge    | 4       | 610'          |
| 5  | Gökhan Töre          | Beşiktaş       | 4       | 886'          |
| 5  | Kevin Kampl          | Salzburgo      | 4       | 540'          |
| 5  | Leighton Baines      | Everton        | 4       | 450'          |
| 9  | Jonathan Soriano     | Salzburgo      | 3       | 613'          |
| 9  | Matteo Darmian       | Torino         | 3       | 900'          |
| 9  | Vieirinha            | Wolfsburg      | 3       | 632'          |
| 12 | Romelu Lukaku        | Everton        | 2       | 634'          |
| 12 | Demba Ba             | Beşiktaş       | 2       | 729'          |
| 12 | Tom De Sutter        | Club Brugge    | 2       | 351'          |
| 12 | Giovani dos Santos   | Villarreal     | 2       | 219'          |
| 12 | Marek Hamšík         | Napoli         | 2       | 421'          |
| 12 | Kevin Gameiro        | Sevilla        | 2       | 409'          |
| 12 | Obbi Oulare          | Club Brugge    | 2       | 257'          |
| 12 | Javier Espinosa      | Villarreal     | 2       | 296'          |
| 12 | Steven Naismith      | Everton        | 2       | 432'          |
| 12 | Josip Iličić         | Fiorentina     | 2       | 298'          |
| 12 | Hulk                 | Zenit          | 2       | 355'          |
| 12 | Felipe Gedoz         | Club Brugge    | 2       | 650'          |
| 12 | Roman Zozulya        | Dnipro         | 2       | 531'          |

## Ligações Externas
- «Site Oficial»